# 51 Batalion WOP
51 Batalion Wojsk Ochrony Pogranicza – samodzielny pododdział Wojsk Ochrony Pogranicza.

## Formowanie i zmiany organizacyjne
Na podstawie rozkazu MBP nr 043/org z 3 czerwca 1950, na bazie 23 Brygady Ochrony Pogranicza, sformowano 5 Brygadę Wojsk Pogranicza, a z dniem 1 stycznia 1951 75 batalion Ochrony Pogranicza przemianowano na 51 batalion WOP.
W 1956 rozwiązano 51 batalion WOP. Strażnice podporządkowano bezpośrednio pod sztab 5 Brygady WOP.

## Struktura organizacyjna
dowództwo i sztab
- 229/238 strażnica WOP Złoty Stok
- 230/239 strażnica WOP Ludwików
- 231/240 strażnica WOP Nowa Wieś/Gierałtów
- 232/241 strażnica WOP Bolesławów/Bielice
- 233/242 strażnica WOP Kamienica